# Scaphicoma
Scaphicoma (лат.) — род жуков-челновидок из семейства стафилинид (Scaphidiinae, Staphylinidae). Около 20 видов. Встречаются в Юго-Восточной Азии, а также в Австралии и Африке.

## Распространение
Встречаются, главным образом в Юго-Восточной Азии, за исключением Scaphicoma hiranoi из Японии, Scaphicoma antennalis и Scaphicoma yapo из тропической Африки, а также Scaphicoma gracilis и Scaphicoma montheisi из Новой Ирландии и Австралии, соответственно.

## Описание
Мелкие жуки, длина тела около 2 мм. Отличается следующими признаками: тело сильно сжато латерально; антенна нитевидная, длинная; III-й антенномер тонкий, прямой; антенномеры VII—XI покрыты микросетами; максиллярный пальпомер IV заострён; лабиальный пальп четырёхсегментный, апикальный сегмент длинно изогнут; мандибула субапикально двузубая, но вершина однозубая; мола со щёткой. Галеа широкая, без субапикальных коротких щетинок. Задний угол переднеспинки не заострён (тупой); переднеспинка без субапикальных полос. Глаза с выемкой. Проторакальный корбикул отсутствует. Вторичные линии мезовентрита отсутствуют. Передняя часть провентрита сильно редуцирована. Надкрылья с цельным базальным швом, соединённым с латеральным и срединными сушвами. Мезэпимерон отсутствует. Ноги длинные. Ктенидий передних бёдер присутствует. Средние и задние голени короче лапок, с длинными шпорами на вершине. Средние и задние тазики смежные.

## Систематика
Около 20 видов. Род был впервые выделен в 1863 году российским энтомологом Виктором Ивановичем Мочульским и входит в состав подсемейства Scaphidiinae из семейства жуков-стафилинид. Близок к родам Paratoxidium и Scaphobaeocera, с которыми включён в трибу Scaphisomatini.
- Scaphicoma antennalis (Achard, 1922)
- Scaphicoma apicalis (Pic, 1923)
- Scaphicoma arcuata Motschulsky, 1863
- Scaphicoma bidentia Ogawa & Löbl, 2014[2]
- Scaphicoma cincta (Pic, 1920)
- Scaphicoma dohertyi (Pic, 1915)
- Scaphicoma flavovittata Motschulsky, 1863
- Scaphicoma gracilis Löbl, 1971
- Scaphicoma hiranoi (Hoshina, 2008)[9]
- Scaphicoma kejvali Löbl, 2003[10]
- Scaphicoma monteithi Löbl & Leschen, 2010[11]
- Scaphicoma nigrovittata (Achard, 1921)
- Scaphicoma ophthalmica (Achard, 1920)
- Scaphicoma pallens (Achard, 1921)
- Scaphicoma patens  Löbl, 2023[3]
- Scaphicoma pullex (Heller, 1917)
- Scaphicoma quadrifasciata Motschulsky, 1863
- Scaphicoma rufa (Pic, 1923)
- Scaphicoma subflava Ogawa & Löbl, 2014[2]
- Scaphicoma yapo Löbl & Leschen, 2010[11]